# Kasper Schmeichel
Kasper Peter Schmeichel (sinh ngày 5 tháng 11 năm 1986) là một cầu thủ bóng đá chuyên nghiệp người Đan Mạch hiện đang thi đấu vị trí thủ môn cho câu lạc bộ Scottish Premiership Celtic và đội tuyển bóng đá quốc gia Đan Mạch. Anh là con trai của cựu thủ môn Manchester United và tuyển thủ quốc gia người Đan Mạch Peter Schmeichel.
Schmeichel bắt đầu sự nghiệp của mình trong màu áo Manchester City, song anh được Cardiff City cho mượn vào năm 2007. Sau những khoảng thời gian ngắn gắn bó với Notts County và Leeds United, anh chuyển sang thi đấu cho Leicester City vào năm 2011. Qua 11 năm gắn bó trong màu áo Leicester, Schmeichel đã cùng với các đồng đội giành chức vô địch Championship 2013–14, Premier League 2015–16, FA Cup 2020–21 và FA Community Shield 2021.
Schmeichel đã chơi 17 trận cho đội tuyển U-21 Đan Mạch. Anh đã được gọi vào đội tuyển quốc gia Đan Mạch lần đầu tiên trong trận đấu với Iceland vào ngày 13 tháng 5 năm 2011, và là một phần của đội tuyển của họ tại UEFA Euro 2012, nhưng không có trận ra mắt chuyên nghiệp chính thức cho đến năm 2013. Anh đã đại diện cho đất nước của mình tham dự tại các giải đấu FIFA World Cup 2018, UEFA Euro 2020, FIFA World Cup 2022 và UEFA Euro 2024.

## Sự nghiệp câu lạc bộ

### Manchester City
Schmeichel gia nhập Manchester City trong năm 2002 trên một hợp đồng dài hạn từ Câu lạc bộ Bồ Đào Nha Sporting Club.

### Darlington
Schmeichel tham gia League II với Darlington theo điều khoản cho mượn trong tháng 1 năm 2006, chơi trận chuyên nghiệp đầu tiên với Peterborough United tại 96,6 TFM la Arena vào ngày 14 tháng 1 năm 2006. Darlington thắng 2-1.

### Bury
Một tháng sau khi quay lại Manchester City anh được cho mượn một lần nữa, lần này cho Bury vào tháng Hai, đá một số trận và tiếp tục ở lại thêm 3 tháng sau mùa bóng

### Falkirk
Schmeichel tham gia Scotland Premier League với câu lạc bộ Falkirk từ tháng một 2007 cho đến khi kết thúc của mùa 2006-07.

### Manchester City
Schmeichel đấu với West Ham United trong tháng 8 năm 2007,giữ sạch lưới và giúp Man City giành chiến thắng 1-0 trong lần trở về này

### Cardiff
Anh đã ký với Man City hợp đồng 4 năm trong tháng 9 năm 2007,sau đó được cho mượn tới Cardiff ngày 25 tháng 10 năm 2007.

### Manchester City
Ngày 3 tháng 1 năm 2008, Schmeichel trở về Manchester City
Sau khi về Man City anh lại bị đem cho mượn.Peter nhận xét trong một cuộc phỏng vấn rằng con trai mình không được vui vẻ tại Manchester City và sẽ ra đi cuối mùa.
Kasper Schmeichel trở lại Manchester và mang áo số 16. Anh nói rằng hối tiếc đã ký kết một hợp đồng bốn năm.
Ngày 16 tháng mười một, Schmeichel được đá sau khi Joe Hart bị thương mắt cá trong 14 phút. Đội bóng hoà 2-2 với Hull City. Anh sẽ còn được đá do Hart chưa trở lại.

### Notts County
Ngày 14 tháng 8, Schmeichel được Manchester city bán anh cho Notts County. Anh mang áo số 23, ngày 22 tháng 8 anh đã giữ sạch lưới với chiến thắng 3-0 trong đó có pha đánh đầu mở tỉ số của anh.

### Leeds United

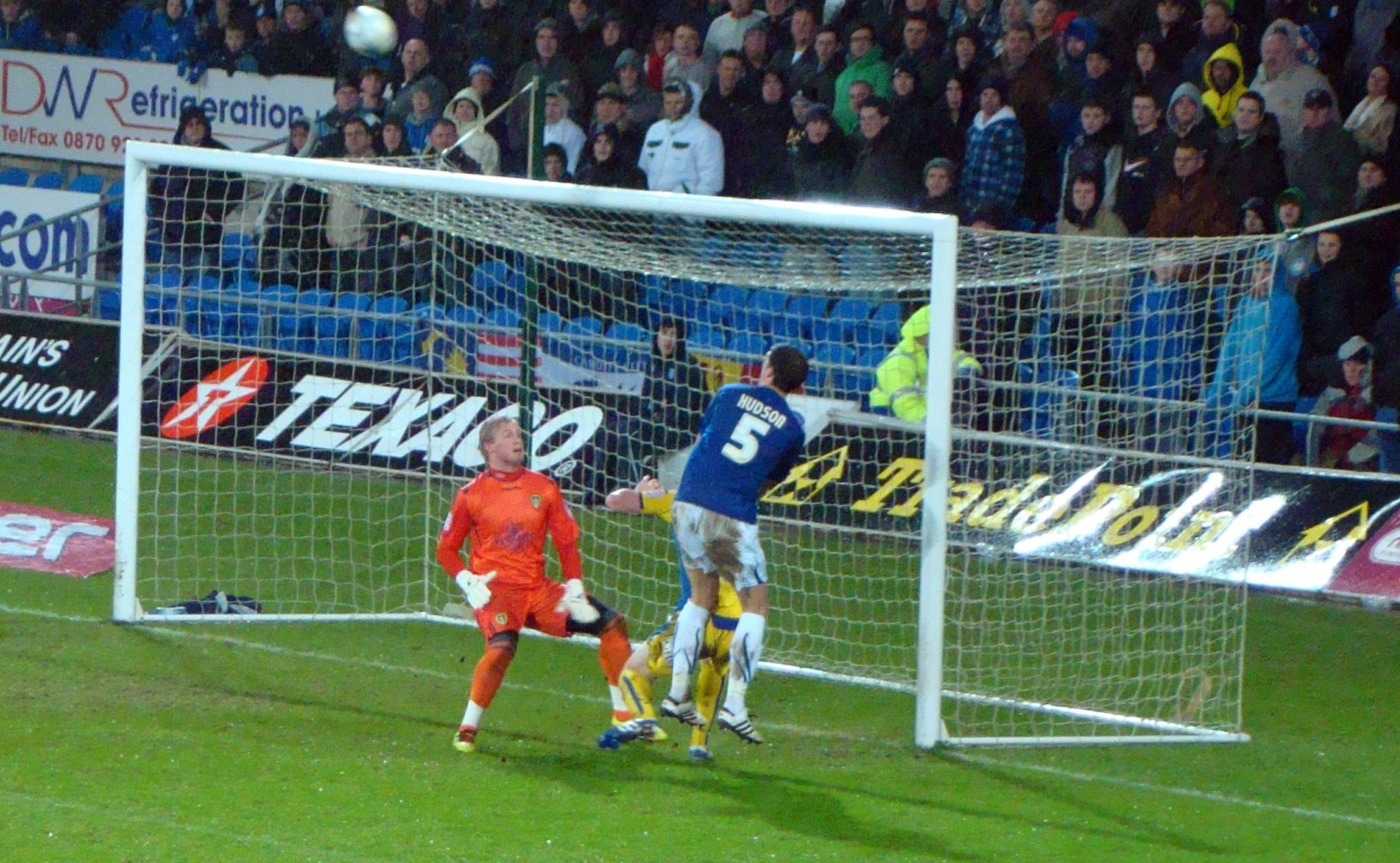
Schmeichel tại Leeds United khi anh ấy nhìn thấy quả bóng bị cắt ngang trong trận đấu với Cardiff City

Vào ngày 27 tháng 5 năm 2010, được liên kết với cả hai câu lạc bộ Premier League và Bundesliga, Schmeichel ký hợp đồng hai năm với Leeds United, gia nhập câu lạc bộ vào ngày 1 tháng 7 năm 2010. Schmeichel được trao chiếc áo số 1 tại Leeds trong mùa giải 2010–11 và được làm thủ môn lựa chọn đầu tiên của Leeds cho mùa giải sắp tới, trước Shane Higgs. Anh ra mắt câu lạc bộ vào thứ bảy ngày 7 tháng 8 năm 2010 trong trận đấu mở màn Giải vô địch bóng đá của Leeds với Derby County. Mặc dù Leeds thua 2-1, Schmeichel đã có một màn trình diễn ấn tượng, thực hiện một số pha cứu thua quan trọng trong trận đấu. Sau chuỗi trận ấn tượng cho Leeds, Schmeichel được đề cử cho danh hiệu Cầu thủ xuất sắc nhất tháng 8, nhưng thất bại trước cầu thủ chạy cánh Adel Taarabt của Queens Park Rangers. Tuy nhiên, Schmeichel đã giành được giải thưởng Cầu thủ xuất sắc nhất của Giải vô địch thể thao Sky vào tháng 8.
Sau khi dính chấn thương gân ở bàn chân, Schmeichel đã bỏ lỡ trận đấu với Swansea City và bị loại khỏi trận đấu tiếp theo của Leeds. Trong khi bị thương, Schmeichel đã xuất hiện trên Soccer AM với tư cách là một trong những khách mời của chương trình.  Chỉ sau chưa đầy hai tháng nghỉ thi đấu, Schmeichel đã trở lại đội hình xuất phát của Leeds trong trận đấu với Cardiff City. Anh ấy dự định sẽ thi đấu với Coventry City vào ngày 6 tháng 11, nhưng do sinh đứa con đầu lòng vào đêm hôm trước, anh ấy đã bỏ lỡ trận đấu.
Vào ngày 8 tháng 1 năm 2011, Schmeichel đã giúp Leeds có được trận hòa 1-1 trước Arsenal trong trận đấu thuộc Vòng 3 FA Cup trên sân Emirates. Sau trận đấu, đội trưởng Cesc Fàbregas của Arsenal nhận xét rằng Schmeichel lẽ ra phải nhận bóng vì màn trình diễn của anh ấy. Mặc dù Leeds thua trận đá lại 3–1, Schmeichel đã tạo ra một màn trình diễn ấn tượng khác (suýt ghi bàn bằng đầu) và sau đó anh được vinh danh là cầu thủ của Vòng 3 FA Cup.
Vào ngày 27 tháng 6 năm 2011, Leeds thông báo rằng họ đã chấp nhận một lời đề nghị không được tiết lộ cho anh ta từ Leicester City. Với việc Schmeichel muốn ở lại Leeds trong thời gian còn lại của hợp đồng, anh thừa nhận rằng quyết định bán anh là một cú sốc thực sự. Tuy nhiên, Schmeichel nói rằng chuyển đến Leeds là một hành động sai lầm đối với anh, đặc biệt là vì anh cảm thấy không được chào đón ở câu lạc bộ vì lịch sử của cha mình.

### Leicester City

#### Mùa giải 2011–12

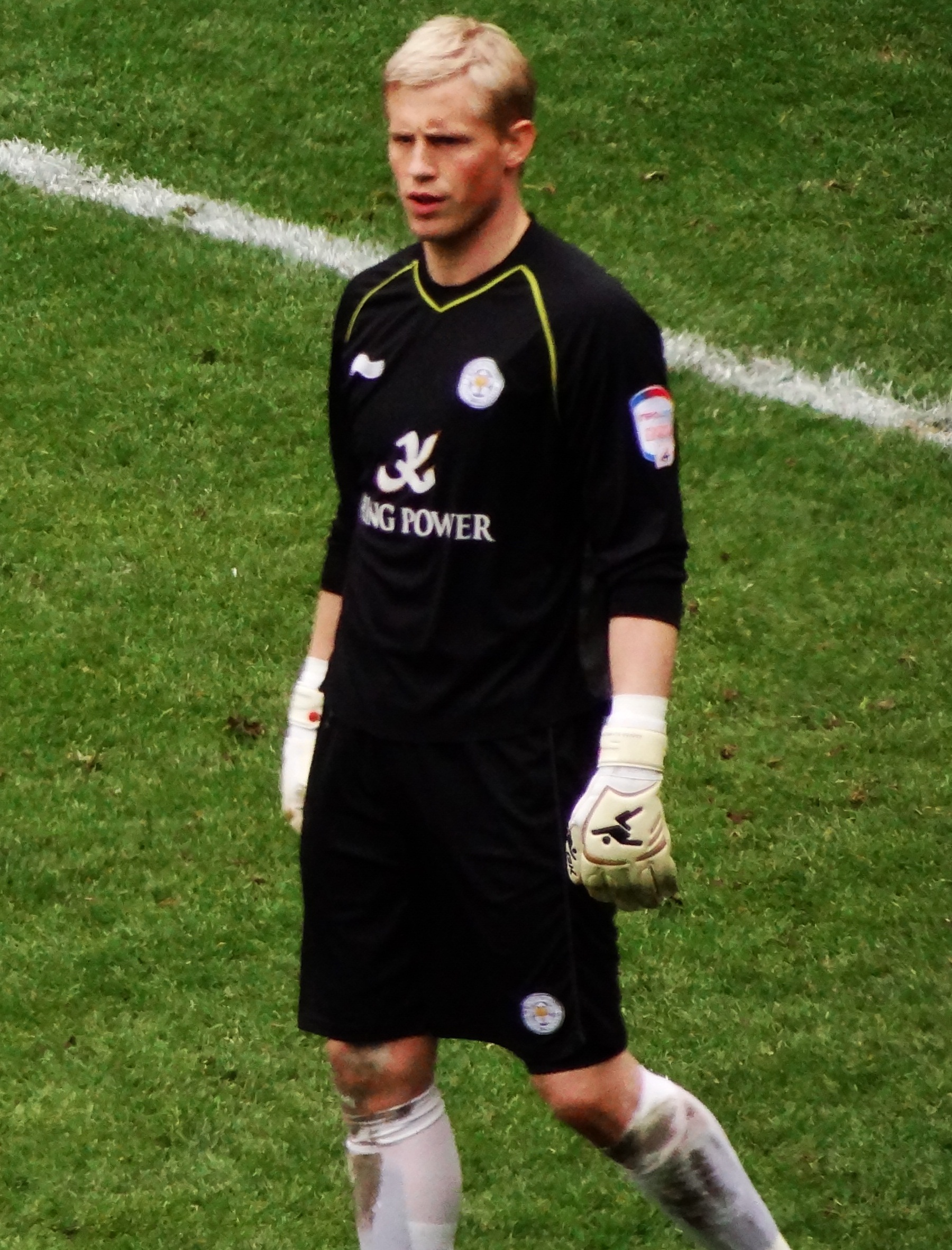
Schmeichel thi đấu cho Leicester City năm 2012.

Vào ngày 27 tháng 6 năm 2011, Schmeichel chính thức được xác nhận là cầu thủ của Leicester, ký hợp đồng ba năm với mức phí không được tiết lộ.
Trong tháng đầu tiên của mùa giải, Schmeichel đã nhận một thẻ đỏ dường như không cần thiết ở phút 79 trong trận đấu trên sân khách của Leicester với Nottingham Forest vào ngày 20 tháng 8 năm 2011 sau khi nhận hai thẻ vàng vì "hành vi không trọng tài". Anh ta nhận thẻ đầu tiên vì để bóng chạm tay từ chấm phạt đền khi Lewis McGugan của Forest chuẩn bị thực hiện một quả đá phạt, sau đó nhận thẻ thứ hai vì ném bóng ra xa sau khi chuyển đổi thành công quả phạt đền. Sau trận đấu, Schmeichel đã lên tiếng xin lỗi và cho rằng anh quay lưng lại với trọng tài nên không biết mình đã nhận thẻ vàng đầu tiên. "Tôi không biết mình đã được đặt chỗ vì tôi đã quay lưng lại với giới thiệu nếu không thì tôi sẽ không bao giờ làm điều đó", anh nói trên trang Twitter cá nhân của mình .Mặc dù vậy, những màn trình diễn của Schmeichel cho Leicester nhanh chóng bắt đầu khiến anh ấy được khen ngợi, với huấn luyện viên khi đó của anh ấy là Sven-Göran Eriksson so sánh anh ấy với thủ môn số 1 của đội tuyển Anh Joe Hart,  và đồng đội và cựu tuyển thủ Anh Paul Konchesky mô tả anh ấy là "một trong những người giỏi nhất [các thủ môn] anh ấy đã từng chơi cùng ". Một pha cứu thua trong khoảng cách ngắn trước Portsmouth vào tháng 11 năm 2011, đặc biệt là sự khen ngợi của Schmeichel và được huấn luyện viên Michael Appleton của Portsmouth mô tả là "một trong những pha cứu thua hay nhất mà tôi từng thấy trong một thời gian rất dài", và bởi quản lý Leicester Nigel Pearson là "một pha cứu thua xuất sắc, đẳng cấp thế giới và rất quan trọng ở thời điểm đó của trò chơi".
Schmeichel đã chơi tổng cộng 52 trận, giữ sạch lưới 17 trận và cản phá 4 quả phạt đền. Màn trình diễn của anh ấy trong mùa giải 2011–12 đã giúp anh ấy giành được danh hiệu Cầu thủ của năm của câu lạc bộ và Cầu thủ của năm được trao giải vào ngày 30 tháng 4.

#### Mùa giải 2012–13
Phong độ của Schmeichel trong nửa đầu mùa giải 2012–13 vượt trội so với mùa giải trước, giữ sạch lưới 12 trận sau 28 trận, nhiều nhất giải đấu khi Bầy cáo xếp thứ hai trong bảng, những màn trình diễn đó giúp anh có liên kết với những gã khổng lồ của La Liga . Real Madrid và cũng là đội đầu tiên của anh ấy khoác áo ĐT Đan Mạch . Điểm nhấn đặc biệt là một pha cứu thua ngoạn mục trước Blackburn Rovers vào tháng Hai. Vào ngày 16 tháng 4 năm 2013, anh có trận đấu thứ 100 cho Leicester trong chiến thắng 3–2 trước Bolton Wanderers . Những màn trình diễn của Schmeichel đã giúp anh có được một suất trong Đội hình tiêu biểu PFA 2012–13, cùng với đội trưởng câu lạc bộ Wes Morgan .

#### Mùa giải 2013–14
Trong mùa giải 2013–14 , Schmeichel đã giữ sạch lưới 9 trận trong chuỗi 19 trận bất bại kéo dài từ tháng 12 đến tháng 4 để giúp Leicester thăng hạng từ Championship với sáu trận còn trống. Những màn trình diễn chất lượng cao của Schmeichel một lần nữa khiến anh được một số gã khổng lồ của bóng đá thế giới săn đón, cả Manchester United và Milan đều được liên hệ với những động thái chiêu mộ cầu thủ người Đan Mạch trong kỳ chuyển nhượng tháng Giêng.
Vào tháng 3, đoạn phim truyền hình  xuất hiện để ủng hộ tuyên bố của Schmeichel rằng anh đã ghi bàn thắng đầu tiên trong sự nghiệp của mình, khi Leicester gỡ hòa ở phút bù giờ trước Yeovil Town . Tuy nhiên, các quan chức trận đấu đã phán quyết rằng cú đánh đầu của anh ấy không vượt qua vạch vôi và bàn thắng chính thức được ghi  cho Chris Wood , người đã theo dõi để đưa bóng vào lưới.
Vào cuối mùa giải 2013–14 , có thông báo rằng Schmeichel đã ký hợp đồng gia hạn 4 năm cho đến mùa hè 2018 với Leicester.

#### Mùa giải 2014–15
Schmeichel vẫn là thủ môn được lựa chọn đầu tiên cho sự trở lại Premier League của Leicester, bao gồm việc chơi trọn vẹn 90 phút trong chiến thắng 5–3 trước Manchester United vào ngày 21 tháng 9 năm 2014.  Vào tháng 12 năm 2014, Schmeichel bị gãy xương cổ chân trong quá trình tập luyện. anh ấy ra ngoài cho những gì được cho là vào thời điểm đó là lên đến sáu tuần.  Trong khi anh ấy phải nghỉ thi đấu, Leicester đã ký hợp đồng với thủ môn Mark Schwarzer để thay thế. Schmeichel cuối cùng đã trở lại sau chấn thương ba tháng sau đó vào ngày 21 tháng 3 năm 2015, và đánh bại Schwarzer để góp mặt trong trận thua 4–3 trước Tottenham Hotspur .  Giữ sạch lưới trước Swansea City và Burnleykhi Leicester thắng 4/5 trận trong tháng 4 giúp Schmeichel được đề cử cho danh hiệu Cầu thủ xuất sắc nhất tháng của Premier League .  Sau khi đảm bảo an toàn cho Premier League sau trận hòa không bàn thắng với Sunderland vào ngày 16 tháng 5, Schmeichel tuyên bố tin tưởng rằng HLV Nigel Pearson sẽ giành được HLV của mùa giải và Pearson là HLV xuất sắc nhất mà Schmeichel từng thi đấu.  Tuy nhiên, Pearson đã bị sa thải khi trái mùa giải.

#### Mùa giải 2015–16

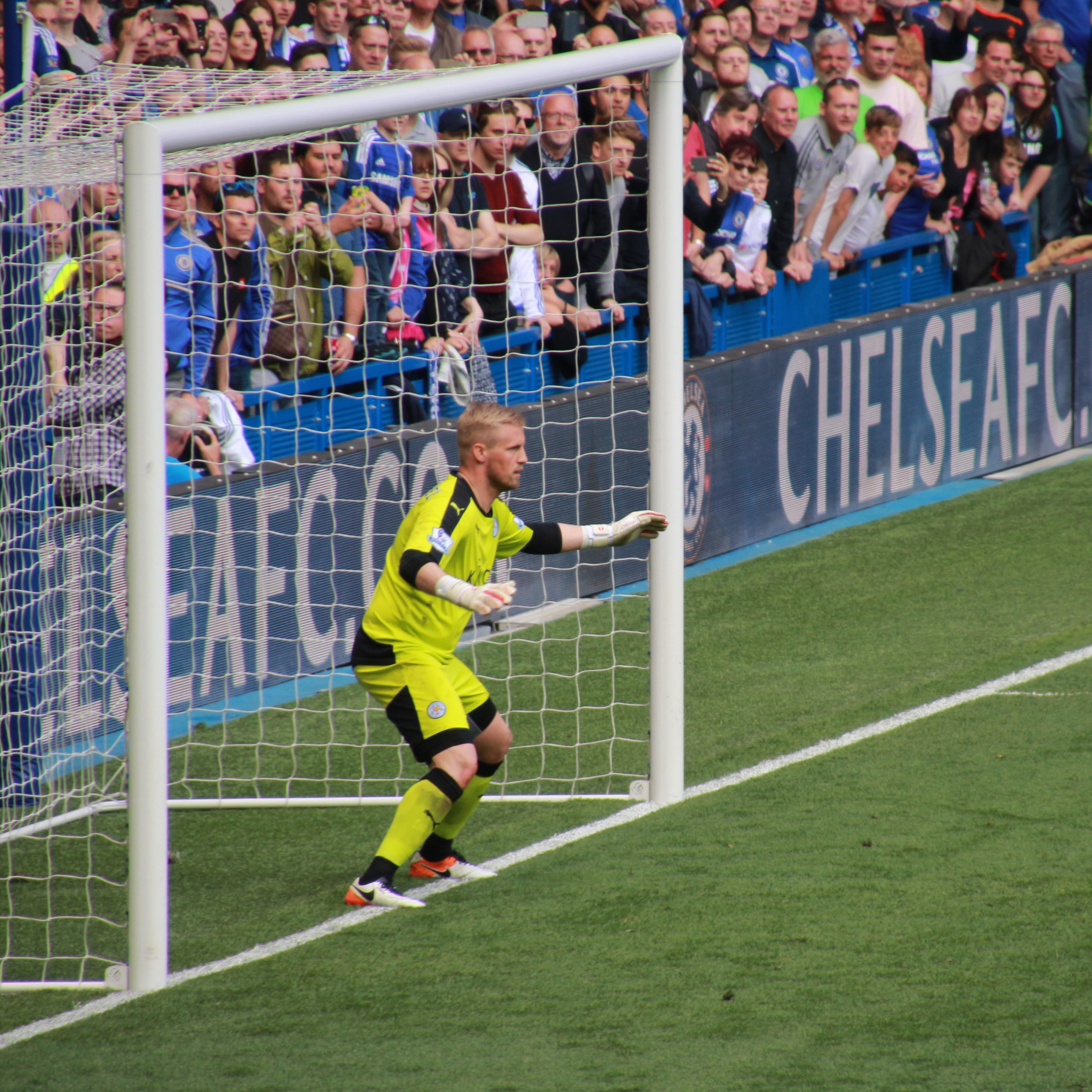
Schmeichel trong trận đấu với Chelsea tại Stamford Bridge vào ngày 15 tháng 5 năm 2016.

Dưới sự thay thế của Pearson, Claudio Ranieri, Leicester đứng đầu bảng trong ngày Giáng sinh. Mặc dù khởi đầu tuyệt vời, đội đã không giữ sạch lưới trong chín trận đầu tiên, khiến Ranieri đề nghị mua chiếc bánh pizza đầu tiên của đội. Cuối cùng, đội đã giữ sạch lưới đầu tiên trong mùa giải trong trận đấu thứ mười của họ, trước Crystal Palace. Đội đã cải thiện khả năng phòng ngự, và Schmeichel đã giữ sạch lưới thứ 12 trong mùa giải trong trận đấu ngược lại với Palace vào ngày 19 tháng 3. Vào ngày 2 tháng 5 năm 2016, anh đã giành được chức vô địch Premier League ở tuổi 29, cùng tuổi và cùng ngày dương lịch khi cha anh giành được danh hiệu đầu tiên của Manchester United vào năm 1993. Trong cả hai lần, các đội tương ứng (Manchester United và Leicester City) giành các danh hiệu bởi các đối thủ gần nhất (Arsenal và Tottenham Hotspur) không giành chiến thắng. Cha con nhà Schmeichels trở thành cặp cha và con duy nhất cùng vô địch Premier League, cũng như chơi ở cùng một vị trí.

#### Mùa giải 2016–17
Bất chấp những tin đồn về việc chuyển đi sau khi đóng vai trò quan trọng trong chức vô địch của Leicester City trong mùa giải 2015–16, vào ngày 6 tháng 8 năm 2016, Schmeichel đã ký hợp đồng mới có thời hạn 5 năm đến năm 2021. Schmeichel ra sân lần đầu tiên trong mùa giải ở FA Community Shield trước đội vô địch FA Cup, Manchester United, và trận đấu kết thúc với thất bại 2-1 cho các nhà đương kim vô địch. Khi Premier League khai mạc, Schmeichel tiếp tục vai trò của mình trong mục tiêu trước bản hợp đồng mới, Ron-Robert Zieler trong trận đấu với Hull City mới thăng hạng. Schmeichel đã bị đánh bại hai lần khi Hull City tiếp tục đánh bại nhà vô địch với tỷ số 2–1. Sau khi bỏ lỡ ba trận đấu trong tháng Chín, bao gồm cả trận hòa EFL Cup vào giữa tuần với Chelsea, với một chấn thương nhẹ ở háng, Schmeichel đã bị gãy xương tay trong hiệp một của trận đấu tại Champions League tại FC Copenhagen vào ngày 2 tháng Mười Một.  Bất chấp chấn thương, Schmeichel đã kết thúc trận đấu, ghi bàn gỡ hòa 0–0 bằng pha cản phá muộn của Andreas Cornelius giúp anh giữ sạch lưới Champions League thứ tư trong bốn trận đấu. Sau khi trải qua cuộc phẫu thuật hai ngày sau đó, Schmeichel dự kiến sẽ bỏ lỡ sáu tuần thi đấu, với Zieler thay thế vị trí của anh ấy trong khung thành.
Vào ngày 24 tháng 2 năm 2017, các báo cáo đã xuất hiện cáo buộc rằng Schmeichel nằm trong số một số đồng đội đã gặp chủ tịch Vichai Srivaddhanaprabha sau thất bại 2-1 tại Champions League trước Sevilla vào ngày 22 tháng 2, dẫn đến việc huấn luyện viên Claudio Ranieri bị sa thải. Schmeichel bác bỏ những tuyên bố, mô tả chúng là "rất đau đớn".
Trong chiến dịch Champions League đầu tiên của Leicester, Schmeichel đã cản phá một quả phạt đền trong mỗi trận lượt đi vòng 16 đội với Sevilla - lần lượt từ Joaquín Correa và Steven Nzonzi - khi Bầy cáo dẫn trước 3–2 chung cuộc.

#### Mùa giải 2017–18

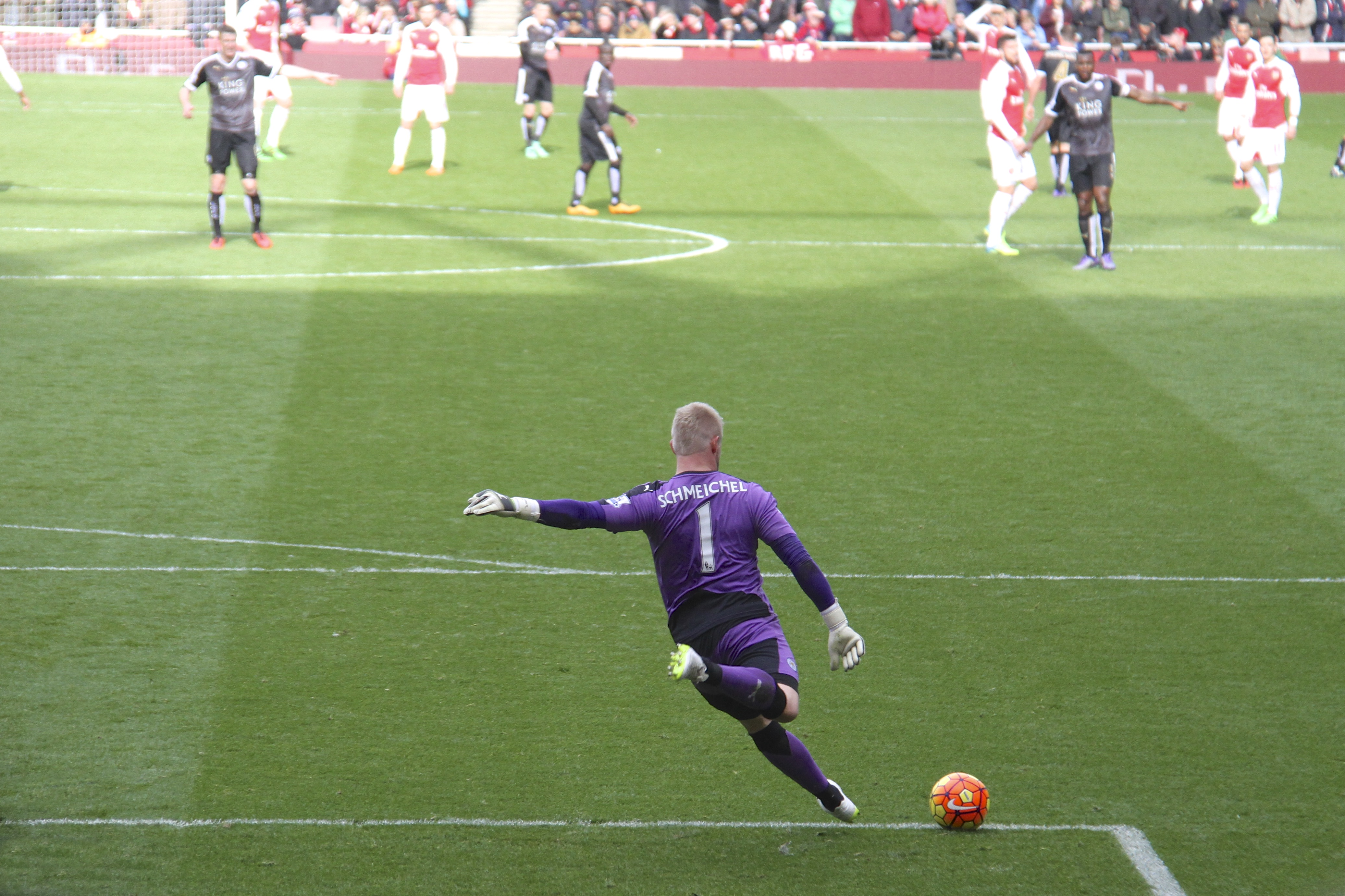
Schmeichel thực hiện một quả phát bóng lên cho Leicester City tại Sân vận động Emirates vào tháng 2 năm 2016.

Vào ngày 26 tháng 8 năm 2017, Schmeichel đã cản phá một quả phạt đền của Romelu Lukaku tại Manchester United ở phút thứ 53, với tỷ số 0–0. Leicester tiếp tục để thua trận đấu với tỷ số 2–0. Vào ngày 31 tháng 3 năm 2018, Schmeichel cản phá một quả phạt đền trong chiến thắng 2–0 trên sân khách trước Brighton, con số tương tự mà cha anh đã cứu được trong thời gian thi đấu (3 trong số 21 quả phạt đền ở Premier League đã cản phá). Vào ngày 14 tháng 4 năm 2018, Schmeichel dính chấn thương mắt cá ở phút 86 trong trận thua 2-1 trên sân nhà trước Burnley, dẫn đến việc Schmeichel vắng mặt trong 5 trận đấu cuối cùng của Leicester trong mùa giải Premier League 2017–18.

#### Mùa giải 2018–19
Vào ngày 31 tháng 8 năm 2018, Schmeichel ký hợp đồng mới với Leicester đến tháng 6 năm 2023. Schmeichel chứng kiến vụ tai nạn trực thăng vào ngày 27 tháng 10 năm 2018 khiến 5 người thiệt mạng, trong đó có chủ sở hữu Leicester Vichai Srivaddhanaprabha. Schmeichel tiếp tục ra sân trong mọi trận đấu tại Premier League cho Leicester, có lần ra sân thứ 300 tại giải đấu cho câu lạc bộ và giúp họ cán đích ở vị trí thứ 9.

#### Mùa giải 2019–20
Schmeichel ra sân cả 38 trận tại Premier League, trong đó anh giữ sạch lưới 13 trận. Leicester City cán đích ở vị trí thứ 5 và đủ điều kiện tham dự Europa League mùa giải tiếp theo.

#### Mùa giải 2020–21
Vào ngày 15 tháng 5 năm 2021, Schmeichel đã cùng đội trưởng Leicester City giành chiến thắng trước Chelsea với tỷ số 1–0 trong trận Chung kết FA Cup để lần đầu tiên trong lịch sử giành chức vô địch, trận đấu có hai pha cứu thua của Schmeichel góp phần lớn vào chiến thắng của đội bóng.

#### Mùa giải 2021–22
Vào ngày 7 tháng 8 năm 2021, Schmeichel đã dẫn dắt Leicester City giành chiến thắng 1–0 trước Manchester City trong FA Community Shield năm 2021 để giành chức vô địch giải đấu lần thứ hai trong lịch sử. Schmeichel cũng là đội trưởng Leicester City lọt vào bán kết đầu tiên của các câu lạc bộ châu Âu sau khi bị Roma của José Mourinho loại ở UEFA Europa Conference League.

### Nice
Vào ngày 3 tháng 8 năm 2022, Schmeichel ký hợp đồng với câu lạc bộ Nice ở Ligue 1, với mức phí lên tới 1 triệu bảng cho bản hợp đồng vĩnh viễn, khi hợp đồng 3 năm đã được ký kết.

## Sự nghiệp quốc tế

### Đội trẻ
Khi ở Manchester City, Schmeichel được gọi vào đội tuyển U-19 quốc gia Đan Mạch vào tháng 8 năm 2004, và có trận ra mắt quốc tế trong trận hòa 0–0 với Bắc Ireland vào ngày 2 tháng 9 năm 2004. Anh tiếp tục chơi tám đội tuyển quốc tế dưới 19 tuổi cho đến tháng 3 năm 2005, cạnh tranh với Kenneth Stenild và Michael Tørnes cho vị trí thủ môn. Anh được gọi vào đội dưới 20 tuổi vào tháng 10 năm 2005, nhưng không chơi cho đội cho đến tháng 10 năm 2006, trong thời gian ở Bury. Một ngày sau khi ra mắt dưới 20 tuổi, Schmeichel được yêu cầu tập luyện với đàn anh Đan Mạch và được gọi lên để thay thế cho Theis Rasmussen bị chấn thương trong đội hình U-21.
Schmeichel là một trong những cầu thủ hàng đầu của đội, và được vinh danh là Tài năng của năm dưới 21 tuổi Đan Mạch vào tháng 11 năm 2007, sau 3 trận giữ sạch lưới trong 4 trận dưới 21 tuổi trước đó. Anh ấy đã chơi tổng cộng 17 giải quốc tế dưới 21 tuổi liên tiếp từ tháng 3 năm 2007 đến tháng 10 năm 2008, giữ sạch lưới bảy trận.

### Đội tuyển quốc gia

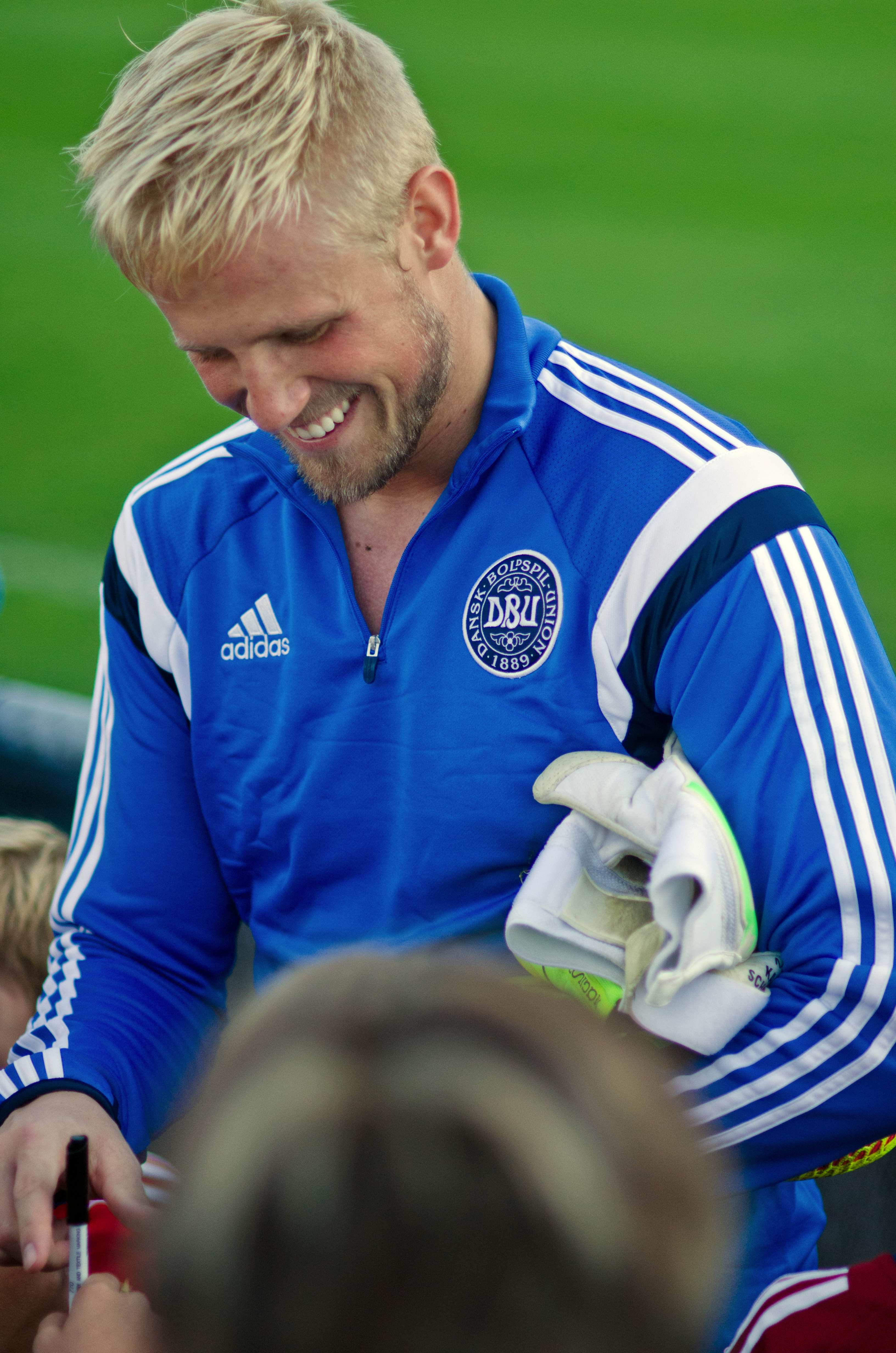
Schmeichel tập luyện với Đan Mạch năm 2014.

Sau những màn thể hiện mạnh mẽ của anh ấy cho Manchester City vào đầu mùa giải 2007–08, vào ngày 23 tháng 8 năm 2007, Liên đoàn bóng đá Anh (FA) đang điều tra tình trạng quốc tế của Schmeichel, để xem liệu anh ấy có bất kỳ cơ hội nào từ bỏ địa vị quốc tế Đan Mạch của mình trong để chơi cho Anh. Schmeichel, tuy nhiên, tuyên bố rằng anh ấy sẽ chỉ chơi cho Đan Mạch.
Schmeichel được gọi vào đội tuyển Đan Mạch lần đầu tiên vào ngày 13 tháng 5 năm 2011 cho trận đấu với Iceland , nhưng vẫn là một dự bị không được sử dụng.  Vào ngày 29 tháng 5 năm 2012, anh được triệu tập cho UEFA Euro 2012 với tư cách là thủ môn thứ ba sau khi có thông tin rõ ràng rằng Thomas Sørensen sẽ bỏ lỡ giải đấu do chấn thương gặp phải trong trận gặp Brasil. Schmeichel có trận ra mắt cấp cao trong trận giao hữu thua 3–0 trước Macedonia tại Philip II Arena vào ngày 6 tháng 2 năm 2013.
Vào ngày 15 tháng 10 năm 2013, Schmeichel có trận đấu đầu tiên ở cấp độ cao cấp tại quê hương Đan Mạch, khi anh giữ sạch lưới dễ dàng trong chiến thắng 6–0 của Đan Mạch trước Malta tại vòng loại FIFA World Cup 2014 vừa qua. Đan Mạch cuối cùng là á quân trong bảng, kém Ý sáu điểm, nhưng họ đã không tiến tới vòng play-off cho trận chung kết vì họ là đội có thứ hạng thấp nhất trong chín á quân.
Vào ngày 5 tháng 3 năm 2014, Schmeichel có lần khoác áo tuyển Đan Mạch thứ ba trong trận thua 0-0 trước Anh tại Sân vận động Wembley. Bất chấp thất bại, Schmeichel đã có một chuỗi các pha cứu thua ấn tượng, nhận được nhiều lời khen ngợi từ giới truyền thông cũng như huấn luyện viên đội tuyển Anh Roy Hodgson .
Schmeichel đã được chọn vào đội tuyển Đan Mạch tham dự FIFA World Cup 2018 , nơi anh xuất phát trong ba trận vòng bảng. Màn giữ sạch lưới của anh trong trận mở màn đã góp phần mang về giải thưởng Cầu thủ xuất sắc nhất trận và giúp Schmeichel lập kỷ lục mới về số phút không để thủng lưới cho Đan Mạch, vượt qua kỷ lục của cha anh.  Trong trận đấu ở Vòng 16 với Croatia , Schmeichel được vinh danh là Cầu thủ xuất sắc nhất trận sau khi cản phá một quả phạt đền do Luka Modrić thực hiện trong hiệp phụ và hai quả phạt đền trong loạt đá luân lưu sau đó , mặc dù đối thủ của anh ấy là Danijel Subašićcứu ba quả phạt đền trong loạt luân lưu đó để loại Đan Mạch.
Vào ngày 7 tháng 7 năm 2021, trong trận bán kết UEFA Euro 2020 với Anh tại Sân vận động Wembley, Schmeichel đã cản phá một quả phạt đền từ Harry Kane trong hiệp phụ, người sau đó đã ghi bàn từ một pha hồi phục, được chứng minh là bàn thắng quyết định khi Anh thắng 2–1.

## Thống kê sự nghiệp

### Câu lạc bộ
Tính đến ngày 22 tháng 5 năm 2022
| Câu lạc bộ           | Mùa giải  | Giải vô địch            | Giải vô địch | Giải vô địch | Cúp quốc gia | Cúp quốc gia | Cúp liên đoàn | Cúp liên đoàn | Châu Âu | Châu Âu | Khác | Khác | Tổng cộng | Tổng cộng |
| Câu lạc bộ           | Mùa giải  | Hạng đấu                | Trận         | Bàn          | Trận         | Bàn          | Trận          | Bàn           | Trận    | Bàn     | Trận | Bàn  | Trận      | Bàn       |
| -------------------- | --------- | ----------------------- | ------------ | ------------ | ------------ | ------------ | ------------- | ------------- | ------- | ------- | ---- | ---- | --------- | --------- |
| Manchester City      | 2005–06   | Premier League          | 0            | 0            | 0            | 0            | 0             | 0             | —       | —       | —    | —    | 0         | 0         |
| Manchester City      | 2006–07   | Premier League          | 0            | 0            | 0            | 0            | 0             | 0             | —       | —       | —    | —    | 0         | 0         |
| Manchester City      | 2007–08   | Premier League          | 7            | 0            | 0            | 0            | 0             | 0             | —       | —       | —    | —    | 7         | 0         |
| Manchester City      | 2008–09   | Premier League          | 1            | 0            | 0            | 0            | 1             | 0             | 1       | 0       | —    | —    | 3         | 0         |
| Manchester City      | Tổng cộng | Tổng cộng               | 8            | 0            | 0            | 0            | 1             | 0             | 1       | 0       | 0    | 0    | 10        | 0         |
| Darlington (mượn)    | 2005–06   | League Two              | 4            | 0            | 0            | 0            | 0             | 0             | —       | —       | 0    | 0    | 4         | 0         |
| Bury (mượn)          | 2005–06   | League Two              | 15           | 0            | 0            | 0            | 0             | 0             | —       | —       | 0    | 0    | 15        | 0         |
| Bury (mượn)          | 2006–07   | League Two              | 14           | 0            | 0            | 0            | 0             | 0             | —       | —       | 0    | 0    | 14        | 0         |
| Bury (mượn)          | Tổng cộng | Tổng cộng               | 29           | 0            | 0            | 0            | 0             | 0             | 0       | 0       | 0    | 0    | 29        | 0         |
| Falkirk (mượn)       | 2006–07   | Scottish Premier League | 15           | 0            | 1            | 0            | 1             | 0             | —       | —       | —    | —    | 17        | 0         |
| Cardiff City (mượn)  | 2007–08   | Championship            | 14           | 0            | 0            | 0            | 0             | 0             | —       | —       | —    | —    | 14        | 0         |
| Coventry City (mượn) | 2007–08   | Championship            | 9            | 0            | 0            | 0            | 0             | 0             | —       | —       | —    | —    | 9         | 0         |
| Notts County         | 2009–10   | League Two              | 43           | 0            | 5            | 0            | 0             | 0             | —       | —       | 1    | 0    | 49        | 0         |
| Leeds United         | 2010–11   | Championship            | 37           | 0            | 2            | 0            | 1             | 0             | —       | —       | —    | —    | 40        | 0         |
| Leicester City       | 2011–12   | Championship            | 46           | 0            | 5            | 0            | 1             | 0             | —       | —       | —    | —    | 52        | 0         |
| Leicester City       | 2012–13   | Championship            | 46           | 0            | 3            | 0            | 2             | 0             | —       | —       | 2    | 0    | 53        | 0         |
| Leicester City       | 2013–14   | Championship            | 46           | 0            | 1            | 0            | 4             | 0             | —       | —       | —    | —    | 51        | 0         |
| Leicester City       | 2014–15   | Premier League          | 24           | 0            | 0            | 0            | 0             | 0             | —       | —       | —    | —    | 24        | 0         |
| Leicester City       | 2015–16   | Premier League          | 38           | 0            | 2            | 0            | 0             | 0             | —       | —       | —    | —    | 40        | 0         |
| Leicester City       | 2016–17   | Premier League          | 30           | 0            | 2            | 0            | 0             | 0             | 8       | 0       | 1    | 0    | 41        | 0         |
| Leicester City       | 2017–18   | Premier League          | 33           | 0            | 2            | 0            | 0             | 0             | —       | —       | —    | —    | 35        | 0         |
| Leicester City       | 2018–19   | Premier League          | 38           | 0            | 0            | 0            | 0             | 0             | —       | —       | —    | —    | 38        | 0         |
| Leicester City       | 2019–20   | Premier League          | 38           | 0            | 2            | 0            | 4             | 0             | —       | —       | —    | —    | 44        | 0         |
| Leicester City       | 2020–21   | Premier League          | 38           | 0            | 4            | 0            | 0             | 0             | 6       | 0       | —    | —    | 48        | 0         |
| Leicester City       | 2021–22   | Premier League          | 37           | 0            | 0            | 0            | 1             | 0             | 14      | 0       | 1    | 0    | 53        | 0         |
| Leicester City       | Tổng cộng | Tổng cộng               | 414          | 0            | 21           | 0            | 12            | 0             | 28      | 0       | 4    | 0    | 479       | 0         |
| Tổng cộng            | Tổng cộng | Tổng cộng               | 573          | 0            | 29           | 0            | 15            | 0             | 29      | 0       | 5    | 0    | 651       | 0         |

1. ↑  Ra sân tại UEFA Cup
2. ↑  Appearance in Football League Trophy
3. ↑  Ra sân tại Championship play-offs
4. ↑  Ra sân tại UEFA Champions League
5. 1 2  Ra sân tại FA Community Shield
6. ↑  Ra sân tại UEFA Europa League
7. ↑  6 lần ra sân tại UEFA Europa League, 8 lần ra sân tại UEFA Europa Conference League

### Quốc tế
Tính đến ngày 20 tháng 11 năm 2023
| Đội tuyển quốc gia | Năm       | Trận | Bàn |
| ------------------ | --------- | ---- | --- |
| Đan Mạch           | 2013      | 2    | 0   |
| Đan Mạch           | 2014      | 7    | 0   |
| Đan Mạch           | 2015      | 9    | 0   |
| Đan Mạch           | 2016      | 6    | 0   |
| Đan Mạch           | 2017      | 7    | 0   |
| Đan Mạch           | 2018      | 12   | 0   |
| Đan Mạch           | 2019      | 10   | 0   |
| Đan Mạch           | 2020      | 7    | 0   |
| Đan Mạch           | 2021      | 18   | 0   |
| Đan Mạch           | 2022      | 11   | 0   |
| Đan Mạch           | 2023      | 10   | 0   |
| Tổng cộng          | Tổng cộng | 99   | 0   |

## Danh hiệu

### Câu lạc bộ
Notts County
- Football League Two: 2009–10[43]

Leicester City
- Premier League: 2015–16[44]
- FA Cup: 2020–21[45]
- FA Community Shield: 2021[46]
- Football League Championship: 2013–14[47]

Celtic
- Scottish League Cup: 2024–25[48]

### Cá nhân
- Danish Football Player of the Year: 2016, 2017,[49] 2019,[50] 2020[51]
- Danish Football Association's award: 2015[52]
- The Football League Team of the Decade[53]
- PFA Team of the Year: 2009–10 League Two,[54] 2012–13 Championship,[55] 2013–14 Championship[56]
- Football League Two Player of the Month: October 2009
- Football League Two Golden Glove: 2009–10[57]
- PFA League Two Fans' Player of the Year: 2009–10
- Leicester City Player of the Season: 2011–12, 2016 –17
- Leicester City Player's Player of the Season: 2011–12, 2016 –17
- Leicester City Supporters' Club Player of the Season: 2011–12
- Leicester City Champagne Moment of the Season: 2012–13